# Bugaj (Szczyty)
Bugaj – część wsi Szczyty w Polsce położona w województwie łódzkim, w powiecie pajęczańskim, w gminie Działoszyn.
W latach 1975–1998 Bugaj administracyjnie należał do województwa sieradzkiego.